# Yasuko Harada
Yasuko Harada (em japonês: 原田康子; Tóquio, 12 de janeiro de 1928 – Sapporo, 20 de outubro de 2009) foi uma romancista japonesa, agraciada com prêmios literários femininos.

## Infância e educação
Harada nasceu em Tóquio, no dia 12 de janeiro de 1928. Ela e sua família se mudaram para Kushiro, Hokkaido, quando ela tinha um ano de idade por causa do trabalho de seu pai. Depois de contrair tuberculose na infância, ela teve muitos problemas de saúde, incluindo nefrite. Ela leu muito enquanto estava doente na cama, especialmente contos de fadas de países estrangeiros. Ela começou a escrever seus próprios contos de fadas durante a Segunda Guerra Mundial. No final da guerra, ela teve que trabalhar em uma fábrica como parte da Lei Nacional de Mobilização, emprego que odiava. Após a guerra, Harada trabalhou como repórter do jornal Kushiro. Ela se casou com Yoshio Sasaki em 1951.

## Carreira
As primeiras obras de Harada foram publicadas em revistas enquanto ela trabalhava como repórter. Sua primeira história publicada, Fuyu no ame, foi publicada em 1949 na revista Hokkaido Bungaku. Em 1954, seu conto Sabita no kioku foi elogiado pela revista Shinchō como um dos melhores contos do ano, mas que não chegou a conquistar prêmios literários. Seu romance Banka ganhou um prêmio de literatura feminina e foi seu único best-seller. Foi transformado em um filme dirigido por Heinosuke Gosho. Seu romance de 1999, Wax Tears (蝋 涙) também ganhou o Prêmio de Literatura Feminino. Seu livro de 2003, Kaimu (海 霧), ganhou o Prêmio Yoshikawa Eiji.
Harada faleceu vítima de pneumonia no dia 20 de outubro de 2009, em Sapporo.

## Estilo
As obras de Harada eram populares entre as mulheres de faixa etária entre vinte e trinta anos. As obras de Harada são geralmente sobre jovens sensíveis que sofrem de várias doenças. Os protagonistas muitas vezes anseiam pelo tipo de amor em que podem se sentir protegidos e compreendidos, mas ainda têm liberdade e autodeterminação. Muitos de seus livros ocorrem em Hokkaido, sua terra natal.
O estilo de Harada foi comparado a François Sagan; contudo, embora ela tenha mais coragem ao escrever cenas difíceis, ele tem um jeito melhor com as palavras.